# Cantone di Issoire
Il Cantone di Issoire è una divisione amministrativa dell'arrondissement di Issoire.
A seguito della riforma approvata con decreto del 21 febbraio 2014, che ha avuto attuazione dopo le elezioni dipartimentali del 2015, è passato da 16 a 11 comuni. Dal 1º gennaio 2016 i comuni si sono ridotti a 10 a seguito di una fusione.

## Composizione
I 16 comuni facenti parte prima della riforma del 2014 erano:
- Aulhat-Saint-Privat
- Bergonne
- Le Broc
- Coudes
- Flat
- Issoire
- Meilhaud
- Montpeyroux
- Orbeil
- Pardines
- Perrier
- Saint-Babel
- Saint-Yvoine
- Sauvagnat-Sainte-Marthe
- Solignat
- Vodable

Dal 2015 i comuni appartenenti al cantone sono passati ad 11, ridottisi poi a 10 dal 1º gennaio 2016 a seguito della fusione dei comuni di Aulhat-Saint-Privat e Flat a formare il nuovo comune di Aulhat-Flat:
- Aulhat-Flat
- Brenat
- Le Broc
- Issoire
- Meilhaud
- Orbeil
- Pardines
- Perrier
- Saint-Babel
- Saint-Yvoine